# Planaria
Planárias são vermes que pertencem ao filo Platelmintos, que abriga a classe de animais invertebrados. Para identificar uma planária é só verificar a estrutura de seu corpo com dorso achatado. No entanto, esses bichinhos não têm distinção com a cabeça e o restante do seu organismo. Sua simetria, portanto, é bilateral.
Planaria é um gênero das planárias da família Planariidae. Atualmente, é representado por uma única espécie, Planaria torva, encontrada na Europa. Quando a Planaria é cortada em pedaços, cada parte tem a capacidade de se regenerar em um completamente formado indivíduo.

## Regeneração
Os pesquisadores sabem há décadas que um grupo de células-tronco não especializadas chamadas neoblastos ajudam a regenerar a planaria. Entretanto um tipo de célula do subtipo neoblasto, No. 2 (Nb2) parece ser responsável pela regeneração fazendo as células aumentarem rapidamente em número. As células Nb2 são um tipo especial de células-tronco. Por exemplo, uma única célula Nb2 injetada foi capaz de se multiplicar e diversificar para resgatar as planárias que receberam uma dose letal de radiação. As células Nb2 estão sempre presentes em todo o corpo da planária. Mas eles aumentam a atividade dos genes para produzir Tetraspanina apenas em indivíduos feridos. Essa proteína parece estar envolvida na comunicação célula a célula. Seu papel na disseminação de células cancerosas sugere que também pode ajudar as células a chegarem a partes da planaria que precisam ser consertadas.